# Аракажу
Аракажу́ (порт. Aracaju) — город в Бразилии, столица штата Сержипи. В агломерации Аракажу — около 900 тыс. жителей.
Город расположен на берегу Атлантического океана, в устье рек Сержипи (порт. Sergipe) и Пошим (порт. Poxim).
Название происходит от выражения «ará acaiú», означающего на языке тупи-гуарани «попугаевое дерево кешью».
Составная часть мезорегиона Восток штата Сержипи. Входит в экономико-статистический микрорегион Аракажу. Население составляет 520 303 человека на 2007 год. Занимает площадь 181,801 км². Плотность населения — 2861,9 чел./км².

## История
Муниципалитет основан 17 марта 1855 года, город основан в 1592, столица штата с 17 марта 1855 года.

## Статистика
- Валовой внутренний продукт на 2005 составляет 5 021 660 миллионов реалов (данные: Бразильский институт географии и статистики).
- Валовой внутренний продукт на душу населения на 2005 составляет 10 071,00 реалов (данные: Бразильский институт географии и статистики).
- Индекс развития человеческого потенциала на 2000 составляет 0,794 (данные: Программа развития ООН).

## География
Климат местности: тропический. В соответствии с классификацией Кёппена, климат относится к категории As’h.

## Фотогалерея
- Аэропорт Аракажу